# Asesinato de Gabriel Fernandez
Gabriel Daniel Fernandez (20 de febrero de 2005 – 24 de mayo de 2013) fue un niño de ocho años estadounidense, que fue abusado y torturado durante más de ocho meses, hasta su muerte en 2013 debido de las lesiones que recibió. Los responsables que llevaron a su muerte fueron su madre Pearl Fernandez y su novio Isauro Aguirre.
Pearl Fernandez e Isauro Aguirre fueron acusados y condenados por asesinato en primer grado con circunstancias especiales de tortura. Fernandez fue sentenciada a cadena perpetua sin posibilidad de libertad condicional y Aguirre fue sentenciado a muerte.

## Víctima
Gabriel Daniel Fernandez nació el 20 de febrero de 2005 en Palmdale, California, hijo de Arnold Contreras y Pearl Fernandez. Poco después de su nacimiento fue puesto bajo la custodia de su tío abuelo por parte de madre, Michael Lemos Carranza, y su pareja David Martinez. Continuaron criando a Fernandez durante cuatro años. En 2009, Gabriel, de cuatro años, se mudó con sus abuelos debido a la objeción de su abuelo a la relación entre personas del mismo sexo entre Carranza y Martinez. Vivió con sus abuelos hasta 2012, cuando su madre, Pearl Fernandez, y su novio, Isauro Aguirre, recuperaron la custodia del niño a pesar de las preocupaciones expresadas por la familia por su bienestar.

## Abuso y muerte
Gabriel Fernandez fue torturado, golpeado severamente y humillado por su madre Pearl Fernandez y su pareja sentimental Isauro Aguirre durante ocho meses. El abuso incluyó golpes físicos regulares que causaron fracturas de huesos, ser forzado a comer arena y heces de gato, su propio vómito y alimentos en mal estado o caducados, ser quemado con cigarrillos, recibir disparos con una pistola de balines en varias áreas del cuerpo, incluida la cara y la ingle, ser rociado con pimienta, obligado a usar ropa de mujer, tener que dormir atado y amordazado en un pequeño armario, y que le rompieran los dientes con un bate. Según los hermanos de Gabriel, mientras él estaba siendo abusado, su madre y el novio de esta se reían. Según los fiscales, Aguirre supuestamente estaba motivado para abusar de Fernandez porque creía que era gay. El abuso y la tortura se extendieron también a los hermanos de Fernandez, pero se dirigieron más hacia él.

### Fallecimiento y arresto

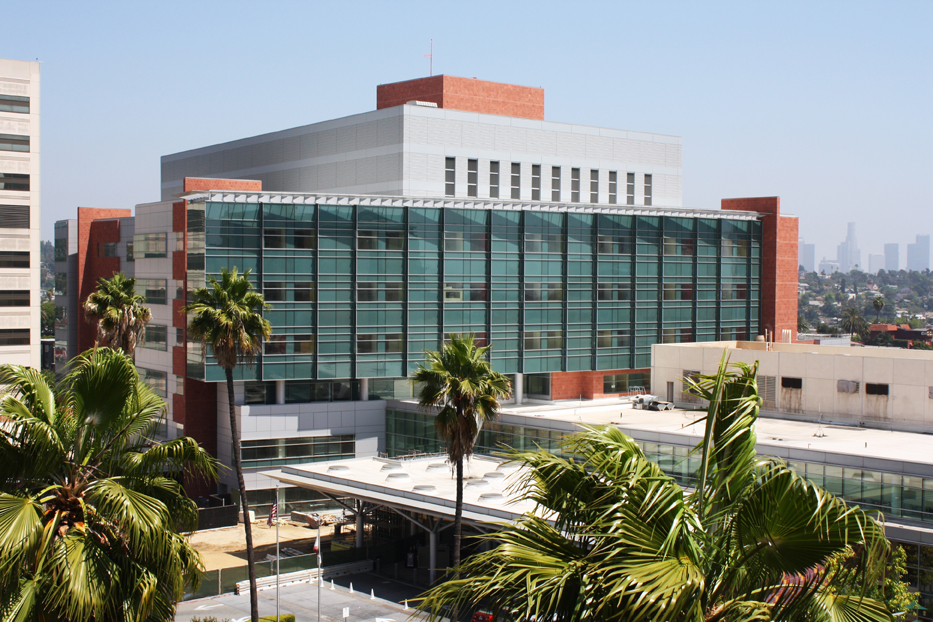
Children's Hospital Los Angeles donde murió Gabriel Fernandez.

El 22 de mayo de 2013, Pearl Fernandez llamó al 9-1-1 para informar de que su hijo, Gabriel Fernandez, no respiraba. Había sido golpeado fatalmente por su madre y su pareja tras no haber limpiado sus juguetes. Cuando llegaron los primeros intervinientes, lo encontraron en el suelo desnudo y con varias heridas. El cuerpo del niño tenía numerosos huesos rotos, que según su madre se debieron a una caída. Y Aguirre les explicó que Gabriel era "gay", a pesar de que la información era irrelevante. Los paramédicos lo trasladaron de urgencia al hospital donde los médicos lo declararon con muerte cerebral. Falleció dos días después, el 24 de mayo de 2013, en el Children's Hospital Los Angeles. Murió a la edad de ocho años, y la autopsia oficial declaró que murió de un traumatismo contundente acompañado de abandono y desnutrición.
El 23 de mayo de 2013 la pareja fue detenida. Aguirre fue acusado por asesinato en primer grado y Fernandez de poner en peligro el bienestar del niño y abuso infantil.

## Perpetradores

### Pearl Fernandez
Pearl Sinthia Fernandez nació el 29 de agosto de 1983, hija de Robert y Sandra Fernandez. Durante su infancia, su padre entraba y salía de la cárcel, y Fernandez afirmó que su madre no la amaba y que la golpeaba cuando era niña. A la edad de nueve años, comenzó a consumir metanfetamina y a beber alcohol, y a los once años decidió huir de casa. Abandonó la escuela en el octavo grado. De adolescente, afirmó que su tío intentó violarla y que unos hombres la tuvieron como rehén durante varios días turnándose para violarla, lo que la llevó a tener pensamientos suicidas mientras se recuperaba en el hospital.
Tuvo cuatro hijos con Arnold Contreras, incluido Gabriel. Cuando Gabriel nació ella lo abandonó en el hospital tres días después de su nacimiento; sin embargo, recuperó la custodia de Gabriel en 2012. Además, afirma que muchas de sus parejas románticas, incluido Aguirre, abusaron de ella. Sin embargo, Elizabeth Carranza, la tía de Fernandez, y su esposo afirmaron que ella se presenta falsamente a sí misma como una víctima y que fue ella quien abusaba y controlaba a sus parejas románticas. Además, Fernandez tenía cargos pendientes en su contra por amenazar con apuñalar a Arnold Contreras. En los meses posteriores a la muerte de Gabriel, Pearl informó haber abusado de los medicamentos opiáceos Oxicodona y Vicodin.
Fernandez ha sido diagnosticada con varios problemas de salud mental, incluido un trastorno depresivo, una discapacidad del desarrollo, un posible trastorno de personalidad y un trastorno de estrés postraumático. En 2011, se sometió a una prueba de capacidad cognitiva, obteniendo una puntuación percentil 3 en la parte de comprensión verbal de la prueba, que está a la par con un estudiante típico de segundo grado. La psicóloga clínica Deborah S. Miora afirmó que Fernandez es "prácticamente incapaz de utilizar los pensamientos para guiar su comportamiento y controlar sus reacciones emocionales".
Procedimientos legales y condena
Pearl Fernandez se declaró culpable el 15 de febrero de 2018 de su cargo como parte de un acuerdo de culpabilidad para evitar la pena de muerte y fue sentenciada a cadena perpetua sin posibilidad de libertad condicional. En la corte, dijo: "Quiero decir que lamento lo que pasó. Ojalá Gabriel estuviera vivo. Todos los días deseo haber tomado mejores decisiones. Lo siento por mis hijos y quiero que sepan que los amo".
Actualmente, Fernandez cumple condena de cadena perpetua sin posibilidad de libertad condicional por asesinato en primer grado con circunstancias especiales de tortura en el Prisión para Mujeres del Centro de California. Ingresó en el centro el 21 de junio de 2018.
Presentó una petición el 8 de abril de 2021 en la que solicitaba una nueva sentencia, pero ésta fue desestimada por el juez de la Corte Superior de Los Ángeles, George G. Lomeli. Lomeli dijo que revisó cuidadosamente su petición de nueva sentencia, pero concluyó que ella “no tenía derecho a la reparación de la nueva sentencia”.

### Isauro Aguirre
Isauro Aguirre, también conocido como Tony Aguirre, nació el 13 de junio de 1980. Aguirre repitió dos grados en la escuela y finalmente abandonó los estudios, lo que implica un posible problema de aprendizaje.
Trabajó para el Hotel de Retiro Woodland Park, donde fue cuidador y conductor. La directora ejecutiva de la casa de retiro y exjefa de Aguirre, Susan Weisbarth, lo describió como una "persona tranquila, con los pies en la tierra, agradable, siempre dispuesta a ayudar". También comentó que a lo largo de sus tres años de trabajo fue paciente y cariñoso, y que habitualmente cambiaba los pañales de los ancianos residentes en el centro. El personal del centro lo apodaba "Shaggy", que era, según Weisbarth, un término cariñoso. La excompañera de trabajo Sherline Mille, que también trabajaba en el hotel Woodland Park Retirement, señaló que mientras Aguirre conducía a los residentes, a menudo los llevaba por la ruta panorámica para que pudieran ver otras vistas además de la autopista. En octubre de 2012, Aguirre comenzó a trabajar como guardia de seguridad para AVL Private Security; a través de AVL trabajó en el Vallarta Market en Palmdale, California.
Aguirre conoció a Pearl Fernandez aproximadamente un año y medio o dos años antes de que se hiciera cargo de la custodia de Gabriel.
Procedimientos legales y condena
Aguirre fue acusado de asesinato en primer grado con circunstancias especiales de tortura por asesinar a Gabriel Fernandez. Se declaró inocente del cargo de asesinato en primer grado con circunstancias especiales de tortura, y el caso fue procesado por el fiscal de distrito adjunto Jon Hatami y el fiscal de distrito adjunto Scott Yang. En septiembre de 2017, comenzó la selección del jurado para el caso. Se entregaron cuestionarios a los posibles miembros del jurado y se les informó que el juicio podría durar hasta seis semanas. Además, se les dijo que el juicio implicaba "extensas lesiones internas y externas" de la víctima. La composición del jurado fue de siete mujeres y cinco hombres.
Cuando comenzó el juicio, los miembros del jurado recibieron detalles sobre los extensos abusos que sufrió Gabriel en los meses previos a su golpiza fatal. El fiscal Jon Hatami calificó a Aguirre de "pura maldad" y argumentó que merecía la pena de muerte a pesar de que "ni siquiera se compara con lo que le hizo a Gabriel".
Su abogado defensor John Alan argumentó que Aguirre era considerado "amable" y "compasivo" durante su empleo en el centro de jubilados y que nunca había cometido un delito antes de conocer a Pearl Fernandez.
La deliberación del jurado comenzó el 14 de noviembre de 2017 y se llegó a un veredicto la tarde siguiente. Finalmente, el jurado lo encontró culpable de asesinato en primer grado y culpable de las circunstancias de los cargos de tortura. El 11 de diciembre de 2017 comenzó la deliberación del jurado para la fase de sentencia. Al día siguiente, el jurado estaba estancado; sin embargo, el 13 de diciembre emitieron un veredicto donde recomendaron que fuera condenado a muerte, que fue aceptado por el juez George G. Lomeli.
Fue ingresado en la Prisión Estatal de San Quintín el 13 de junio de 2018 (casualmente día de su cumpleaños), en espera de su ejecución. Sin embargo, su ejecución aún no se ha fijado de acuerdo con la moratoria sobre la pena capital emitida por el gobernador de California, Gavin Newsom.

## Demanda contra los trabajadores sociales
Dos trabajadoras sociales, Stefanie Rodriguez y Patricia Clement, y dos supervisores, Kevin Bom y Gregory Merritt del Departamento de Servicios para Niños y Familias del Condado de Los Ángeles, fueron despedidos y acusados de abuso infantil y falsificación de registros públicos. Los cargos sin precedentes tuvieron consecuencias significativas, que incluyen hasta once años de prisión.
Los trabajadores sociales fueron acusados de desatender a Fernandez y de falsificar los registros públicos. Las llamadas relacionadas con preocupaciones de abuso infantil comenzaron a ocurrir entre los años 2012 y 2013. La primera llamada provino de su maestra, Jennifer Garcia, su preocupación comenzó cuando el niño le hizo por primera vez preguntas sobre relacionadas con los azotes. Garcia informó sus preocupaciones a la línea directa de bienestar infantil. Stephanie Rodriguez, trabajadora social, fue asignada al caso. Pero la maestra continuó viendo signos de abuso infantil, como un labio hinchado, falta de mechones de cabello. Gabriel también afirmó que le habían disparado en la cara con una pistola de aire comprimido. Su maestra continuó llamando a la línea directa de bienestar infantil y le dijeron cada vez que un trabajador social verificaría al niño. Sin embargo, nunca hubo un seguimiento médico y cada vez que una trabajadora social iba a la casa del menor, nunca hablaba directamente con él y solo hablaba con su madre.
Según la experta en derecho Charlotte Hinkamp, había suficiente evidencia de abuso infantil y era sorprendente que el Departamento de Servicios para Niños y Familias no sacara al menor de su casa. Los cuatro trabajadores sociales fueron acusados de dos delitos diferentes: abuso infantil y falsificación de registros públicos. Sin embargo, los cargos fueron desestimados en 2020, ya que los jueces del Tribunal de Apelación del 2.º Distrito dictaminaron que el incumplimiento de sus obligaciones y el hecho de no separar a Fernandez de sus maltratadores no constituían una responsabilidad penal por maltrato infantil.

## Representación en los medios de comunicación
- The Trials of Gabriel Fernandez es un documental criminal de seis partes que se estrenó en Netflix en 2020. Dirigido por Brian Knappenberger, el documental detalla el asesinato de Gabriel Fernandez y las posteriores respuestas de los medios de comunicación y el gobierno local.